# بني زرنتل الشرقية (بني زرنتل)
بني زرنتل الشرقية هي إحدى مشيخات المملكة المغربية، تتبع جغرافيا لإقليم خريبكة وإداريًا لبني زرنتل. يقدر عدد سكانها بـ 1756 نسمة حسب الإحصاء الرسمي للسكان والسكنى لسنة 2004.